# Lapi
Lapi – wieś w Estonii, w prowincji Võru, w gminie Võru.